# Dolichopeza semiophora
Dolichopeza semiophora är en tvåvingeart som beskrevs av Alexander 1960. Dolichopeza semiophora ingår i släktet Dolichopeza och familjen storharkrankar.
Artens utbredningsområde är Madagaskar. Inga underarter finns listade i Catalogue of Life.